# Adele Armin
Adele Armin (* 2. Dezember 1945 in Morris/Manitoba; † 26. Juni 2022 in Oshawa, Ontario) war eine kanadische Geigerin.

## Leben und Wirken
Die Tochter des Geigers Jay Armin hatte den ersten Violinunterricht 1958–61 bei Carl Chase in Detroit. Von 1962 bis 1965 studierte sie an der Indiana University Violine bei Josef Gingold und Kammermusik bei János Starker und Menahem Pressler. 1961 und 1962 besuchte sie Sommerkurse von Joseph Fuchs in Blue Hill. An der University of Toronto studierte sie 1968–70 bei Lorand Fenyves. Sie gewann Erste Preise beim CBC Talent Festival (1970) und bei der Cosmopolitan Violin Competition in New York (1971).
Ihr professionelles Debüt hatte sie 1968 mit dem Toronto Symphony Orchestra; es folgten Auftritte mit dem National Youth Orchestra of Canado und dem Montreal Symphony Orchestra. 1973 war sie Gründungsmitglied des Kammermusikensembles Camerata, mit dem sie Konzerte in Kanada, Kuba und Südamerika gab und Rundfunk- und Fernsehaufnahmen einspielte. Mit Elyakim Taussig nahm sie 1971 Sonaten von Johannes Brahms und Felix Mendelssohn Bartholdy auf. Sie trat außerdem mit den Armin Electric Strings auf und ab 1988 mit Sound Pressure, einer Gruppe für zeitgenössische Musik, die Kompositionsaufträge u. a. an Martin Arnold, Glenn Buhr, Bruno Degazio, Linda C. Smith, Robert Stevenson und James Tenney vergab.
1989 wurde Armin Konzertmeisterin des Toronto Philharmonic Orchestra. Im gleichen Jahr gründete sie mit ihrem Bruder Richard die Avantgarde-Jazz-Gruppe Hemispheres, die Werke von Norma Beecroft, Norman Symonds und Larry Lake in Auftrag gab und uraufführte. Ab 1990 spielte sie in Solokonzerten auch Werke von Sergio Barroso. 1991 nahm sie Johann Sebastian Bachs Violinkonzert E-Dur auf. Auch ihre Brüder Otto und Paul Armin schlugen eine Laufbahn als Geiger ein.
Adele Armin verstarb am 26. Juni 2022 an einem Krebsleiden.